# La Chapelle-Craonnaise
La Chapelle-Craonnaise település Franciaországban, Mayenne megyében. Lakosainak száma 315 fő (2022. január 1.). La Chapelle-Craonnaise Athée, Denazé, Simplé, Cossé-le-Vivien és Cosmes községekkel határos.

## Népesség
A település népességének változása:
| Lakosok száma | 307  | 270  | 280  | 303  | 333  | 336  | 352  | 336  | 328  | 315  |
|               | 1968 | 1982 | 1990 | 2006 | 2013 | 2015 | 2017 | 2019 | 2020 | 2022 |